# Wilhelm Vischer (Theologe)
Wilhelm Eduard Vischer (* 30. April 1895 in Davos; † 27. November 1988 in Montpellier, Frankreich) war ein Schweizer Pastor und Theologe für das Fach Altes Testament, auch Liederdichter.

## Leben und Wirken
Sein Vater Daniel Eberhard Vischer-Koechlin (1865–1946) wirkte seit 1893 als Dekan in Davos. Der junge Wilhelm verbrachte eineinhalb Jahre in einem Kinderheim, einem Privathaus Blumhardts. Seine weitere Kindheit und Jugend verbrachte Vischer in Basel.
1913 begann Vischer in Lausanne das Studium der Theologie, weitere Studienorte waren Basel und Marburg. Vischer war musikalisch begabt: Zahlreiche Psalmvertonungen Vischers haben Eingang in das Gesangbuch der evangelisch-reformierten Kirchen gefunden. Von 1918 bis 1928 war Vischer Pfarrer in den Gemeinden Rupperswil, Zürich und Tenniken.
1927 hielt er den Vortrag Das alte Testament als Gottes Wort, das ihm Bekanntheit und schliesslich einen Ruf an die Theologische Schule Bethel in Deutschland einbrachte. Dort zog er sich bald den Hass nationalsozialistisch gesinnter Kreise zu, da er das Alte Testament als unentbehrlich für den christlichen Glauben und die Kirche ansah und dieses konsequent christologisch auslegte:
Wenn wir das Alte Testament ablehnen, können wir das Neue Testament auch nicht mehr als Heilige Schrift behalten. „Wenn wir es trotzdem noch behalten, dann hat es durch die Loslösung vom Alten Testament einen anderen Sinn bekommen. Das Hauptwort des Neuen Testaments, nämlich ‚Jesus Christus‘, sagt dann nicht mehr das Gleiche wie vorher“. So Vischer in dem 1932 gehaltenen Vortrag Gehört das Alte Testament heute noch in die Bibel des deutschen Christen? Der Konflikt eskalierte und als Vischer Hitler als „Balkanesen“ bezeichnete, musste er 1933 seine Dozentur niederlegen und kehrte 1934 in die Schweiz zurück.
1934 wurde er Pfarrer der deutschsprachigen evangelischen Gemeinde in Lugano. Im gleichen Jahr erschien der erste Band seines Werkes Das Christuszeugnis des Alten Testaments, Das Gesetz. Hier legt er das Christuszeugnis der fünf Bücher Mose dar. 1942 erschien der zweite Band mit dem Untertitel Die früheren Propheten. Hier werden die Bücher Josua bis Könige hinsichtlich ihres Christuszeugnisses untersucht.
Von 1936 bis 1947 hatte er ein Pfarramt in Basel inne, dann wurde er (bis zur Emeritierung 1965) Professor für Altes Testament in Montpellier.

## Schriften (Auswahl)

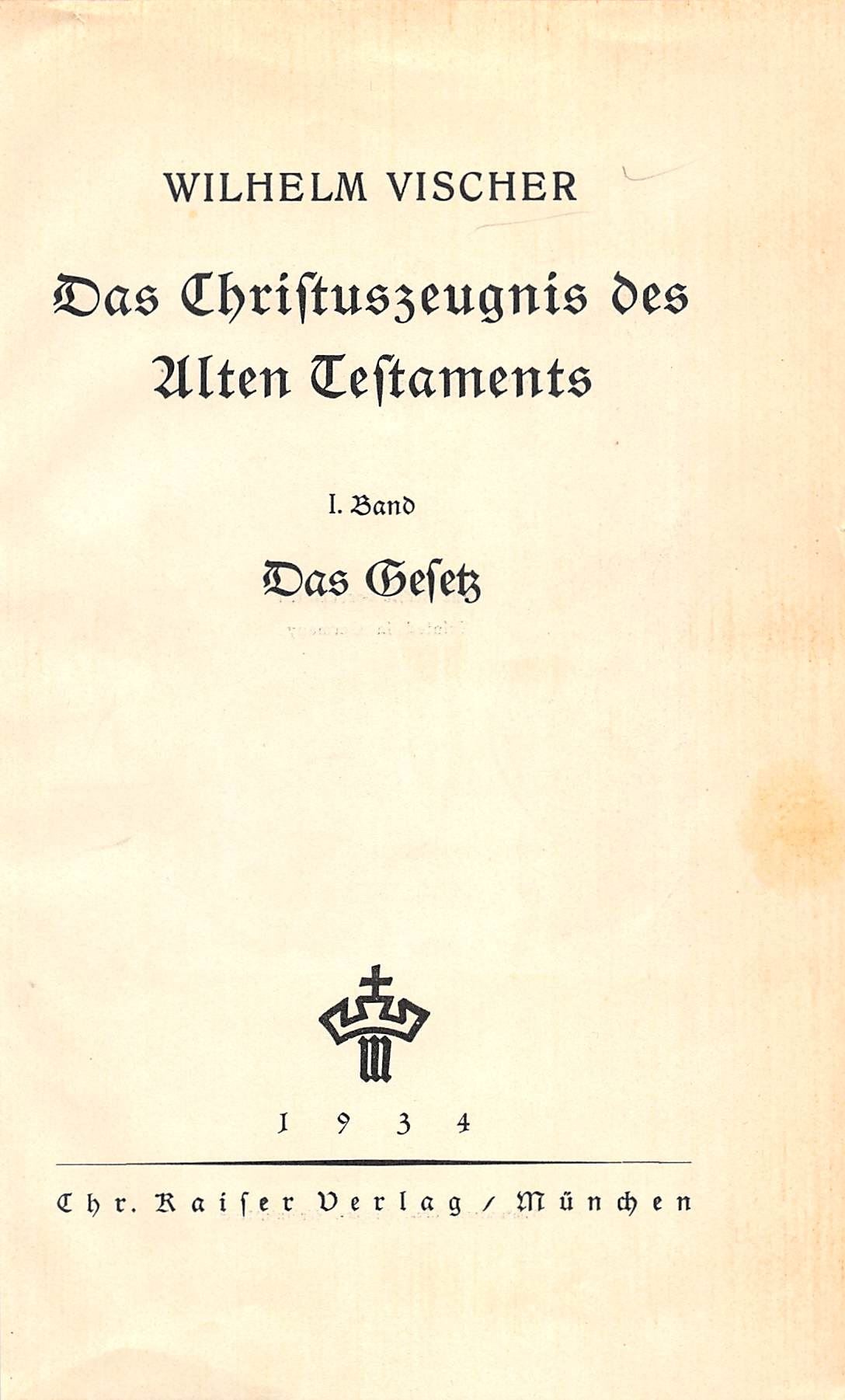
Titelblatt von Vischers Buch von 1934

- Das alte Testament als Gottes Wort. In: Zwischen den Zeiten, Jg. 5 (1927), S. 379–395.
- Der Gottesknecht. Ein Beitrag zur Auslegung von Jesaja 40–55. In: Theodor Schlatter (Hrsg.): Jahrbuch der Theologischen Schule Bethel, Jg. 1 (1930), S. 59–115.
- Gehört das Alte Testament heute noch in die Bibel des deutschen Christen? In: Beth-El. Blicke aus Gottes Haus in Gottes Welt, Jg. 24 (1932), S. 91–101.
- Zur Judenfrage. Eine kurze biblische Erörterung der Judenfrage im Anschluß an die Leitsätze eines Vortrags über die Bedeutung des Alten Testamentes. In: Monatsschrift für Pastoraltheologie, Jg. 6 (1933), S. 185–190.
- Das Christuszeugnis des Alten Testaments. Evangelischer Verlag, Zürich.
  - Erster Teil: Das Gesetz. 1934.
  - Zweiter Teil: Die Propheten. Erste Hälfte: Die frühen Propheten. 1942.
- Die Bedeutung des Alten Testaments für das christliche Leben (= Theologische Studien, Heft 3). Evangelischer Verlag, Zollikon-Zürich 1938, 2. Auflage 1947.
- Der Antisemitismus im Licht der Bibel. Referat vor der Minoritätenkommision des Weltbundes für internationale Freundschaftsarbeit der Kirchen, Genf, 8. August 1939. In: In Extremis, Jg. 1 (1940), S. 10–14.
- Die Judenfrage – eine entscheidende Frage für die Kirche. Evangelischer Verlag, Zollikon-Zürich 1942.
- Die Hochzeit zu Kana. Predigt über Johannes 2, 1-11 gehalten am 18. Januar 1942 in der St.-Jakobs-Kirche zu Basel. Basel 1942.